# Степное (Сакский район)
Степно́е (до 1948 года Камба́ры; укр. Степове, крымскотат. Qambar, Къамбар) — село в Сакском районе Республики Крым, в составе Крымского сельского поселения (согласно административно-территориальному делению Украины — Крымского сельского совета Автономной Республики Крым).

## Население
| 2001 | 2014 |
| ---- | ---- |
| 503  | ↘361 |

Всеукраинская перепись 2001 года показала следующее распределение по носителям языка
| Язык       | Процент |
| ---------- | ------- |
| русский    | 76.54   |
| украинский | 22.27   |
| другие     | 0.4     |

### Динамика численности
| - 1864 год — 14 чел. - 1889 год — 133 чел. - 1900 год — 156 чел. - 1904 год — 162 чел. - 1911 год — 207 чел. - 1915 год — 239 чел. | - 1918 год — 217 чел. - 1926 год — 333 чел. - 1939 год — 219 чел. - 2001 год — 503 чел. - 2009 год — 455 чел. - 2014 год — 361 чел. |

## Современное состояние
На 2018 год в Степном числится 2 улицы — 40 лет Победы и Степная; на 2009 год, по данным сельсовета, село занимало площадь 53,3 гектара, на которой в 154 дворах числилось 455 жителей. В селе действуют сельский клуб, сельская библиотека, фельдшерско-акушерский пункт. Степное связано автобусным сообщением с Саками.

## География
Степное — село на крайнем востоке района, в степном Крыму, у границы с Симферопольским районом, высота центра села над уровнем моря — 101 м. Соседние сёла: Игоревка и Валентиново — в 3,8 км на юго- и северо-запад и Сторожевое Симферопольского района в 2,5 км на север. Расстояние до райцентра — около 32 километров (по шоссе), ближайшая железнодорожная станция — платформа Сторожевое (на линии Остряково — Евпатория) в 2,5 км. Транспортное сообщение осуществляется по региональной автодороге 35Н-479 Яркое — Степное (по украинской классификации С-0-11231).

## История
Первое документальное упоминание села встречается в Камеральном Описании Крыма… 1784 года, судя по которому, в последний период Крымского ханства Гамбар входил в Каракуртский кадылык Бахчисарайского каймаканства. Видимо, во время присоединения Крыма к России население деревни выехало в Турцию, поскольку в ревизских документах конца XVIII — первой половины XIX веков не встречается. После создания 8 (20) октября 1802 года Таврической губернии, Камбар территориально находился в составе Тулатской волости Евпаторийского уезда.
Военные топографы, в свою очередь, отмечали брошенное поселение на картах: в 1817 году деревня Камбар обозначена
пустующей, на карте 1836 года в деревне 15 дворов, а на карте 1842 года обозначен условным знаком «малая деревня», то есть, менее 5 дворов.
В 1860-х годах, после земской реформы Александра II, деревню приписали к Сакской волости. Согласно «Памятной книжке Таврической губернии за 1867 год», деревня Камбар была покинута жителями в 1860—1864 годах, в результате эмиграции крымских татар, особенно массовой после Крымской войны 1853—1856 годов, в Турцию. В «Списке населённых мест Таврической губернии по сведениям 1864 года», составленном по результатам VIII ревизии 1864 года, Юхары-Джамин — владельческий хутор, с 2 дворами и 14 жителями при колодцах. По обследованиям профессора А. Н. Козловского 1867 года, вода в колодцах деревни была пресная, но их глубина достигала 16—25 саженей (30—50 м),. На трехверстовой карте Шуберта 1865—1876 года в деревне Камбар обозначены 2 двора и господский двор. Согласно энциклопедическому словарю «Немцы России», в 1880 году, немцами лютеранами, выходцами из беловежских колоний, в деревне были приобретены в собственность 4618 десятин земли и основано поселение. По «Памятной книге Таврической губернии 1889 года», по результатам Х ревизии 1887 года, в деревне Камбор числилось 18 дворов и 133 жителя. На верстовой карте 1890 года в деревне обозначено 22 двора с немецким населением
 Согласно «…Памятной книжке Таврической губернии на 1892 год», в деревне Камбар, входившей в Юхары-Джаминское сельское общество, жителей и домов не числилось.
Земская реформа 1890-х годов в Евпаторийском уезде прошла после 1892 года, в результате Камбар определили центром Камбарской волости.
По «…Памятной книжке Таврической губернии на 1900 год» в деревне числилось 156 жителей в 31 дворе, а, согласно энциклопедическому словарю, в 1904 году в деревне было 162 жителя (207 — в 1911). На 1914 год в селении действовала земская школа, работал фельдшер. По Статистическому справочнику Таврической губернии. Ч.II-я. Статистический очерк, выпуск пятый Евпаторийский уезд, 1915 год, в деревне Камбары, центре Камбарской волости Евпаторийского уезда, числилось 25 дворов (все дворы с землёй) с немецким населением в количестве 127 человек приписных жителей и 112 — «посторонних», из которых 118 мужчин и 121 женщина. Жители владели 4280 десятинами удобной земли. В хозяйствах имелось 248 лошадей, 210 волов и 121 корова. Согласно списку 1915 года «…русских подданных из австрийских, венгерских или германских выходцев» землевладельцев, опубликованном в газете «Таврические губернские ведомости» в апреле 1915 года, при деревне Камбары значились Тобиас и Мартын Мартыновичи Борер, имевшие по 86,5 десятин земли, а Христиан Венделинович Борер владел 269 дес. 593 квадратными саженями. Вейс Христиан Мартынович имел 304 дес. 540 кв. саж., Герд Александр Адольфович — 79 дес. 1173 с, братья Кинтель — Иоган и Роберт Фридрихов владели участками в 202 дес. 695,5 кв. саж. первый и 113 дес. 358 кв. саж. второй. Семья Мораст на четверых имела 242 дес., а семья Траутер — 2 чел. — 340 десятин. У четверых братьев Шнайдер были наделы в сумме 454 дес. и самый большой участок имел Фридрих Андреасович Шторц — 1000 десятин земли.
После установления в Крыму Советской власти, по постановлению Крымревкома от 8 января 1921 года была упразднена волостная система и село включили в состав вновь созданного Сарабузского района Симферопольского уезда, а в 1922 году уезды получили название округов. 11 октября 1923 года, согласно постановлению ВЦИК, в административное деление Крымской АССР были внесены изменения, в результате которых был ликвидирован Сарабузский район и образован Симферопольский и село включили в его состав. Согласно Списку населённых пунктов Крымской АССР по Всесоюзной переписи 17 декабря 1926 года, в селе Камбары, центре Камбарского сельсовета Симферопольского района, числилось 72 двора, из них 65 крестьянских, население составляло 333 человека, из них 276 немцев, 21 русский, 18 украинцев, 4 татар, 1 болгарин, 1 еврей, 9 записаны в графе «прочие», действовала немецкая школа. В селе действовали сельскохозяйственное кредитное товарищество, кооперапивная лавка и начальная школа. После образования 15 сентября 1931 года немецкого национального (лишённого статуса национального постановлением Оргбюро ЦК КПСС от 20 февраля 1939 года) Биюк-Онларского района, Камбары, вместе с сельсоветом, включили в его состав. По данным всесоюзной переписи населения 1939 года в селе проживало 219 человек. Вскоре после начала Великой Отечественной войны, 18 августа 1941 года крымские немцы были выселены, сначала в Ставропольский край, а затем в Сибирь и северный Казахстан.
Время включения в состав Симферопольского района пока не установлено — на 1945 год Камбары числились в составе. После освобождения Крыма от фашистов, 12 августа 1944 года было принято постановление № ГОКО-6372с «О переселении колхозников в районы Крыма», по которому в сентябре 1944 года в район из Винницкой области переселялись семьи колхозников. Указом Президиума Верховного Совета РСФСР от 21 августа 1945 года Камбары были переименованы в Степное и Камбарский сельсовет — в Степновский. С 25 июня 1946 года Степное в составе Крымской области РСФСР, а 26 апреля 1954 года Крымская область была передана из состава РСФСР в состав УССР. Время упразднения сельсовета пока не установлено: на 15 июня 1960 года село уже числилось составе Крымского (созданного 13 апреля 1960 года). С 12 февраля 1991 года село в восстановленной Крымской АССР, 26 февраля 1992 года переименованной в Автономную Республику Крым. С 21 марта 2014 года в составе Крыма аннексировано Россией.